# Liste des journaux acadiens
Voici une liste des journaux acadiens publiés au cours de l'histoire.

## Journaux disparus
| Nom                                 | Ville         | Province/État         | Première édition  | Date de disparition |
| ----------------------------------- | ------------- | --------------------- | ----------------- | ------------------- |
| L'Étoile du Nord                    | Saint-Jean    | Nouveau-Brunswick     | 1879              |                     |
| L'Avenir                            | Digby         | Nouvelle-Écosse       | 1880              | 1881                |
| L'Écho                              | Meteghan      | Nouvelle-Écosse       | 1884              |                     |
| Le Courrier des provinces maritimes | Bathurst      | Nouveau-Brunswick     | 27 août 1885      | 1903                |
| L'Évangéline                        | Digby         | Nouvelle-Écosse       | 23 novembre 1887  | 1889                |
|                                     | Weymouth      | Nouvelle-Écosse       | 1889              | 1905                |
|                                     | Moncton       | Nouveau-Brunswick     | 1905              | 27 septembre 1982   |
| L'Acadie libérale                   | Meteghan      | Nouvelle-Écosse       | 1890              | 1893                |
| L'Impartial                         | Tignish       | Île-du-Prince-Édouard | 22 juin 1893      | 1915                |
| L'Acadie                            | Weymouth      | Nouvelle-Écosse       | 1900              | 1904                |
| Le Journal du Madawaska             | Van Buren     | Maine                 | 1902              | 1906                |
| La Justice                          | Miramichi     | Nouveau-Brunswick     | 1906              | 1907                |
| L'Acadien                           | Moncton       | Nouveau-Brunswick     | 27 novembre 1913  | Septembre 1926      |
| L'Écho de Campbellton               | Campbellton   | Nouveau-Brunswick     | 1921              | 1927                |
| Le Fermier acadien                  | Moncton       | Nouveau-Brunswick     | 1er décembre 1927 | 1962                |
| La Nation                           | Moncton       | Nouveau-Brunswick     | 17 mars 1929      | 20 mars 1930        |
| L'écho du Sacré-Cœur                | Bathurst      | Nouveau-Brunswick     | 1935              | 1969                |
| L'Ordre Social                      | Moncton       | Nouveau-Brunswick     | 15 août 1937      | Mars 1944           |
| Tracadie News                       | Tracadie      | Nouveau-Brunswick     | 1947              |                     |
| Bleuettes                           | Moncton       | Nouveau-Brunswick     | 1947              | 1963                |
| Le Réveil                           | Dieppe        | Nouveau-Brunswick     | Novembre 1952     | 19?                 |
| Maître Guillaume                    | Scoudouc      | Nouveau-Brunswick     | Février 1954      | 19?                 |
| Le Bouclier                         | Edmundston    | Nouveau-Brunswick     | 1957              | 1980                |
| L'Avenir                            | Allardville   | Nouveau-Brunswick     | 1961              | 1964                |
| Rencontre                           | Moncton       | Nouveau-Brunswick     | 1964              | 1965                |
| Le Voilier                          | Caraquet      | Nouveau-Brunswick     | 1965              | 1983                |
|                                     | Caraquet      | Nouveau-Brunswick     | 1988              | 1990                |
| Campus                              | Moncton       | Nouveau-Brunswick     | 1968              | 1984                |
| Le Reflet du Nord                   | Tracadie      | Nouveau-Brunswick     | 1969              | 1971                |
| Le Pari                             | Maisonnette   | Nouveau-Brunswick     | 1969              | 1970                |
| Le Journal Acadien                  | Caraquet      | Nouveau-Brunswick     | 1970              |                     |
| La Trappe                           | Petit-Rocher  | Nouveau-Brunswick     | 1970              | 1971                |
| L'Analyste                          | Tracadie      | Nouveau-Brunswick     | 1971              | 1972                |
| L'Acayen                            | Bathurst      | Nouveau-Brunswick     | 1972              | 1976                |
| La Tribune Chaleur                  | Bathurst      | Nouveau-Brunswick     | 1973              | 1975                |
| La Tribune du Nord-Est              | Bathurst      | Nouveau-Brunswick     | 1975              | 1976                |
| La Boueille                         | Cap-Pelé      | Nouveau-Brunswick     | 1975              | 1981                |
| Le Point                            | Bathurst      | Nouveau-Brunswick     | 1978              | 1983                |
| Pro-Vision                          | Moncton       | Nouveau-Brunswick     | 1983              | 1985                |
| Le Voilier-Le Point                 | Caraquet      | Nouveau-Brunswick     | 1983              | 1988                |
| L'Écho de l'UMCE                    | Edmundston    | Nouveau-Brunswick     | 1984              | 23 juin 2003        |
| Ven'd'est                           | Petit-Rocher  | Nouveau-Brunswick     | 1984              | Années 2000         |
| Le Week-End                         | Caraquet      | Nouveau-Brunswick     | 1984              | 1988                |
| Pro-Kent                            | Richibouctou  | Nouveau-Brunswick     | 1985              |                     |
| Le Matin                            | Moncton       | Nouveau-Brunswick     | 11 août 1986      | 29 juin 1988        |
| L'Hebdo le plus                     | Caraquet      | Nouveau-Brunswick     | 1987              |                     |
| L'Express du Sud-Est                | Shédiac       | Nouveau-Brunswick     | 1987              | 1988                |
|                                     | Moncton       | Nouveau-Brunswick     | 1988              |                     |
| L'Action régionale                  | Grand-Sault   | Nouveau-Brunswick     | 1991              |                     |
| L'Écho de Grande-Anse               | Grande-Anse   | Nouveau-Brunswick     | mai 1999          | mai 2001            |
| L'Écho de Maisonnette               | Maisonnette   | Nouveau-Brunswick     | septembre 1999    | avril 2002          |
| Éloizes                             |               |                       |                   | 2003                |
| L'Écho de Caraquet                  | Caraquet      | Nouveau-Brunswick     | janvier 2000      | janvier 2004        |
| L'Écho de Bertrand                  | Bertrand      | Nouveau-Brunswick     | janvier 2001      | décembre 2003       |
| L'Écho d'ICI                        | Saint-Isidore | Nouveau-Brunswick     | janvier 2001      | 2003                |
| L'Écho de Paquetville               | Paquetville   | Nouveau-Brunswick     | janvier 2001      | 2003                |
| L'Écho de Néguac                    | Néguac        | Nouveau-Brunswick     | janvier 2002      | 2003                |
| ICI Caraquet                        | Caraquet      | Nouveau-Brunswick     | janvier 2004      | juillet 2004        |
| L'Aviron                            | Campbellton   | Nouveau-Brunswick     | 1962              | octobre 2015        |
| Écho d'Acadie                       |               | Nouveau-Brunswick     | novembre 2015     | janvier 2016        |

## Journaux actuels
| Nom                                  | Ville                      | Province/État           | Première édition | Fréquence                  | Tirage |
| ------------------------------------ | -------------------------- | ----------------------- | ---------------- | -------------------------- | ------ |
| Le Moniteur acadien                  | Shédiac                    | Nouveau-Brunswick       | 5 juillet 1867   | Hebdomadaire               | 5 000  |
| Le Madawaska                         | Edmundston                 | Nouveau-Brunswick       | 27 novembre 1913 | Hebdomadaire               |        |
| Le Courrier de la Nouvelle-Écosse    | Digby, Pubnico-Ouest       | Nouvelle-Écosse         | 10 février 1937  | Hebdomadaire               |        |
| La Voix acadienne                    | Summerside                 | Île-du-Prince-Édouard   | 27 juin 1975     | Hebdomadaire               |        |
| L'Acadie nouvelle                    | Caraquet                   | Nouveau-Brunswick       | 7 juin 1984      | Quotidien                  | 20 000 |
| Hebdo-Campus                         | Moncton                    | Nouveau-Brunswick       | 1984             | Hebdomadaire               |        |
| Le Front                             | Moncton                    | Nouveau-Brunswick       | 1977             | Hebdomadaire               |        |
| Le Gaboteur                          | Saint-Jean de Terre-Neuve  | Terre-Neuve-et-Labrador | 5 octobre 1984   | 21/an                      | 494    |
| Hebdo Chaleur                        | Bathurst                   | Nouveau-Brunswick       |                  | Hebdomadaire               |        |
| L'Écho de Bas-Caraquet               | Bas-Caraquet               | Nouveau-Brunswick       | janvier 1999     | Mensuel                    | 800    |
| L'Écho de Sainte-Marie-Saint-Raphaël | Sainte-Marie-Saint-Raphaël | Nouveau-Brunswick       | janvier 1999     | Mensuel                    | 800    |
| Info Week-End                        | Edmundston                 | Nouveau-Brunswick       | 2 mai 1999       | Hebdomadaire               | 22 000 |
| L'Écho de Le Goulet                  | Le Goulet                  | Nouveau-Brunswick       | mai 1999         | Mensuel                    | 500    |
| L'Écho de Lamèque                    | Lamèque                    | Nouveau-Brunswick       | juillet 1999     | Mensuel                    | 1300   |
| L'Écho de Shippagan                  | Shippagan                  | Nouveau-Brunswick       | novembre 1999    | Mensuel                    | 1800   |
| L'Écho de Rogersville                | Rogersville                | Nouveau-Brunswick       | février 2001     | Mensuel                    | 800    |
| L'Écho de Tracadie-Sheila            | Tracadie-Sheila            | Nouveau-Brunswick       | novembre 2001    | Mensuel                    | 4100   |
| Le Réveil de Miramichi               | Miramichi                  | Nouveau-Brunswick       | mars 2002        | Mensuel                    | 1000   |
| Le Saint-Jeannois                    | Saint-Jean                 | Nouveau-Brunswick       | 2002             | Mensuel (10 numéros/année) | 2300   |
| ICI Bathurst                         | Bathurst                   | Nouveau-Brunswick       | 2004             | Mensuel                    | 5000   |
| Succès                               | Bas-Caraquet               | Nouveau-Brunswick       | 2004             | Mensuel                    | 2500   |
| Ancrages                             |                            |                         | 2005             |                            |        |
| La Cataracte                         | Grand-Sault                | Nouveau-Brunswick       |                  | Hebdomadaire               |        |
| Échos Ici Ailleurs                   | Pomquet                    | Nouvelle-Écosse         |                  | Mensuel                    |        |
| Étoile Dieppe                        | Dieppe                     | Nouveau-Brunswick       |                  | Hebdomadaire               |        |
| Étoile Kent                          |                            | Nouveau-Brunswick       |                  | Hebdomadaire               |        |
| Étoile Shédiac                       | Shédiac                    | Nouveau-Brunswick       |                  | Hebdomadaire               |        |
| L'Exigu                              | Shippagan                  | Nouveau-Brunswick       |                  | Bimensuel                  |        |
| Le Franco                            | Halifax                    | Nouvelle-Écosse         |                  | Mensuel                    |        |
| La République                        | Edmundston                 | Nouveau-Brunswick       |                  | Hebdomadaire               |        |
| La Voix du Restigouche               | Campbellton                | Nouveau-Brunswick       |                  | Hebdomadaire               |        |
| Le Forum                             |                            | Maine                   |                  |                            | 4 500  |